# Stella Akakpo
Stella Akakpo (* 28. Februar 1994 in Villepinte, Département Seine-Saint-Denis) ist eine französische Sprinterin.

## Sportliche Laufbahn
Erste internationale Erfahrungen sammelte Stella Akakpo 2011 bei den Jugendweltmeisterschaften nahe Lille, bei denen sie im 100-Meter-Lauf das Halbfinale erreichte, in dem sie mit 12,40 s ausschied. Anschließend verzichtete sie auf einen Start über 200 Meter. Beim Europäischen Olympischen Festival in Trabzon wurde sie hingegen in 24,55 s Fünfte im 200-Meter-Lauf. Zwei Jahre später siegte sie bei den Junioreneuropameisterschaften in Rieti in 11,52 s über 100 Meter und gewann mit der 4-mal-100-Meter-Staffel in 44,00 s die Silbermedaille. In beiden Disziplinen qualifizierte sie sich für die Weltmeisterschaften in Moskau, bei denen sie über 100 Meter mit 11,67 s in der ersten Runde ausschied, während sie mit der Staffel im Finale disqualifiziert wurde. Bei den IAAF World Relays 2014 auf den Bahamas belegte sie in 43,76 s den achten Rang und im August gewann sie bei den Europameisterschaften in Zürich in 42,45 s die Silbermedaille hinter dem Vereinigten Königreich. Im Jahr darauf kam die französische Staffel bei den IAAF World Relays 2015 nicht das Ziel. Bei den U23-Europameisterschaften in Tallinn sicherte sie sich in 11,55 s die Bronzemedaille über 100 Meter. Bei den Weltmeisterschaften in Peking scheiterte die französische Staffel in 43,58 s am Finaleinzug.
Bei den Europameisterschaften 2016 in Amsterdam belegte sie mit der französischen Staffel im Finale in 43,05 s den sechsten Rang und wurde über 100 Meter im Halbfinale disqualifiziert. Bei den Olympischen Spielen in Rio de Janeiro belegte sie mit der französischen 4-mal-100-Meter-Staffel in der Vorrunde in 43,07 s den vierten Platz und qualifizierte sich somit nicht für das Finale. Bei den Leichtathletik-Halleneuropameisterschaften 2017 in Belgrad erreichte sie das Halbfinale über 60 Meter und schied dort mit 7,34 s aus. Bei den World Relays belegte sie in 43,90 s Rang fünf. 2018 nahm sie erstmals an den Mittelmeerspielen in Tarragona teil und belegte dort in 11,61 s den fünften Platz. Mit der Staffel erreichte sie bei den Europameisterschaften in Berlin das Finale, in dem sie in 43,10 s ebenfalls auf Rang fünf gelangte. Im Jahr darauf erreichte sie bei der Sommer-Universiade in Neapel das Halbfinale über 100 Meter, in dem sie mit 11,63 s ausschied. Zuvor belegte sie bei den Europaspielen in Minsk in 11,52 s den fünften Platz.
2016 wurde Akakpo französische Meisterin im 100-Meter-Lauf im Freien sowie 2014 im 60-Meter-Lauf und 2016 über 200 Meter in der Halle.

## Persönliche Bestleistungen
- 100 Meter: 11,17 s (−0,4 m/s), 25. Juni 2016 in Angers
  - 60 Meter (Halle): 7,12 s 21. Februar 2016 in Metz
- 200 Meter: 23,54 s (+1,0 m/s), 19. April 2013 in Walnut
  - 200 Meter (Halle): 23,27 s, 28. Februar 2016 in Aubière